# ピッツバーグ・ライトレール
ピッツバーグ・ライトレール（英語: Pittsburgh Light Rail）、通称「Tライン（"T"）」は、アメリカ合衆国の都市・ピッツバーグのライトレール。長年運用されていた路面電車（旧：ピッツバーグ鉄道）を転換した路線で、2023年現在は路線バスなどの公共交通機関と共にピッツバーグ地域交通局（Pittsburgh Regional Transit、PRT）によって運営されている。

## 歴史
アメリカの都市であるピッツバーグには19世紀から多数の馬車鉄道やそれらを転換した路面電車が存在しており、1902年以降は各運営組織を統合したピッツバーグ鉄道による運営が行われていた。1936年からは多数の最新技術を採用した高性能路面電車のPCCカーの大量導入が実施され、最盛期には全68系統・1,100両以上もの車両が使用されていた。だが、1950年代以降は利用客の減少が続き、路線バスへの置き換えによる廃止が進められた。そして、1964年にはピッツバーグの公共交通事業者と共にピッツバーグ鉄道は公営組織であるアレゲニー郡港湾局（現：ピッツバーグ地域交通局）へ統合された。

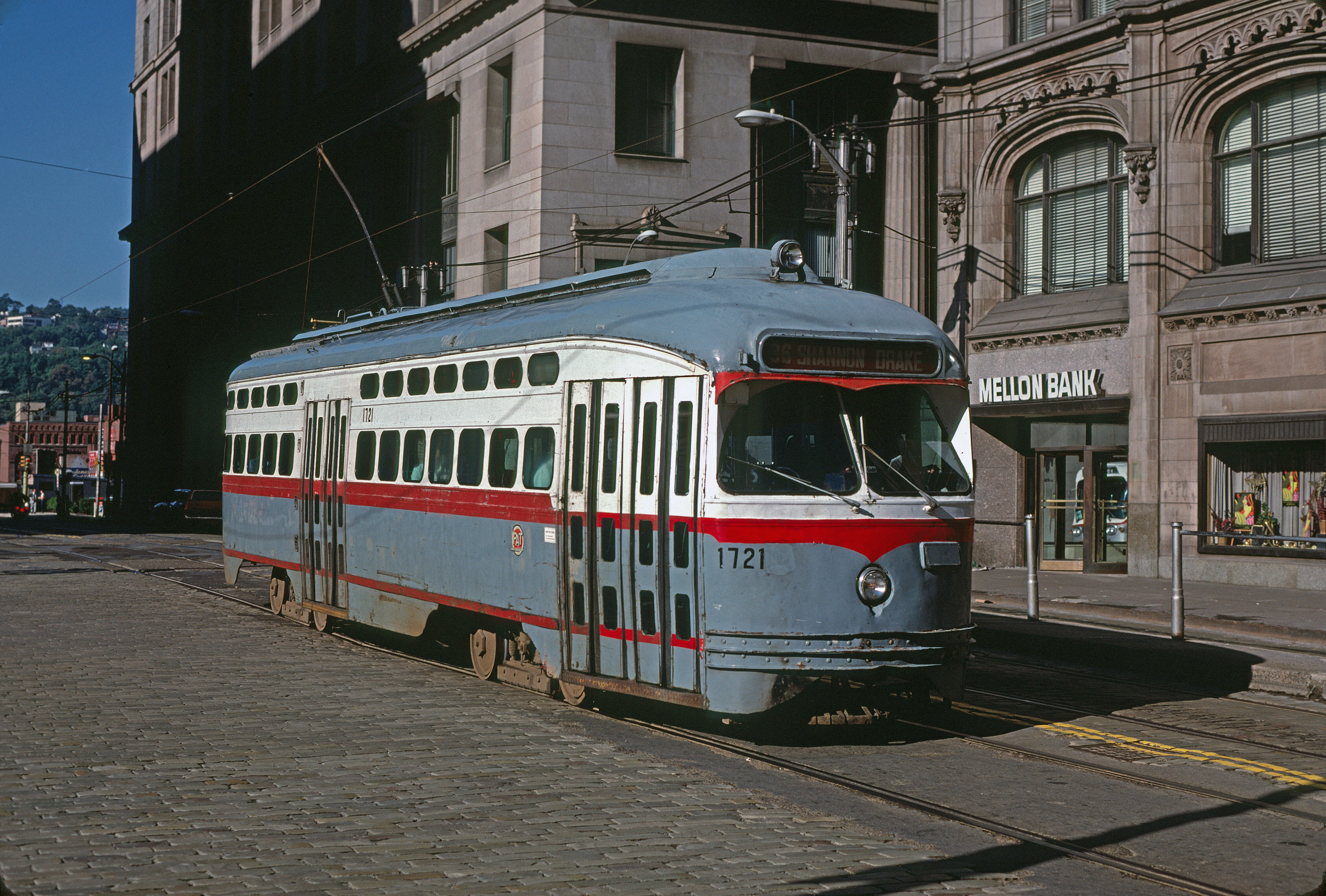
ピッツバーグの路面電車では長年PCCカーが主力車両として使用されていた（1980年撮影）

以降もピッツバーグの路面電車網の廃止は継続して行われたが、一方で1970年代には新たな公共交通機関の導入が検討されるようになり、新交通システムのスカイバスも候補に挙げられたが、1976年にコンサルティング企業から提案された報告書ではライトレールが最適であるという案が出されていた。そして1979年、アレゲニー郡港湾局は路面電車を転換する形でライトレールの導入を決定し、翌1980年から車庫の建設、ダウンタウン地区の地下路線の建設、新型車両の導入といった準備が進められた。そして、1984年4月15日にライトレールとして整備された最初の区間の営業運転が開始され、翌1985年7月3日からはダウンタウン地区の地下路線が開通した。

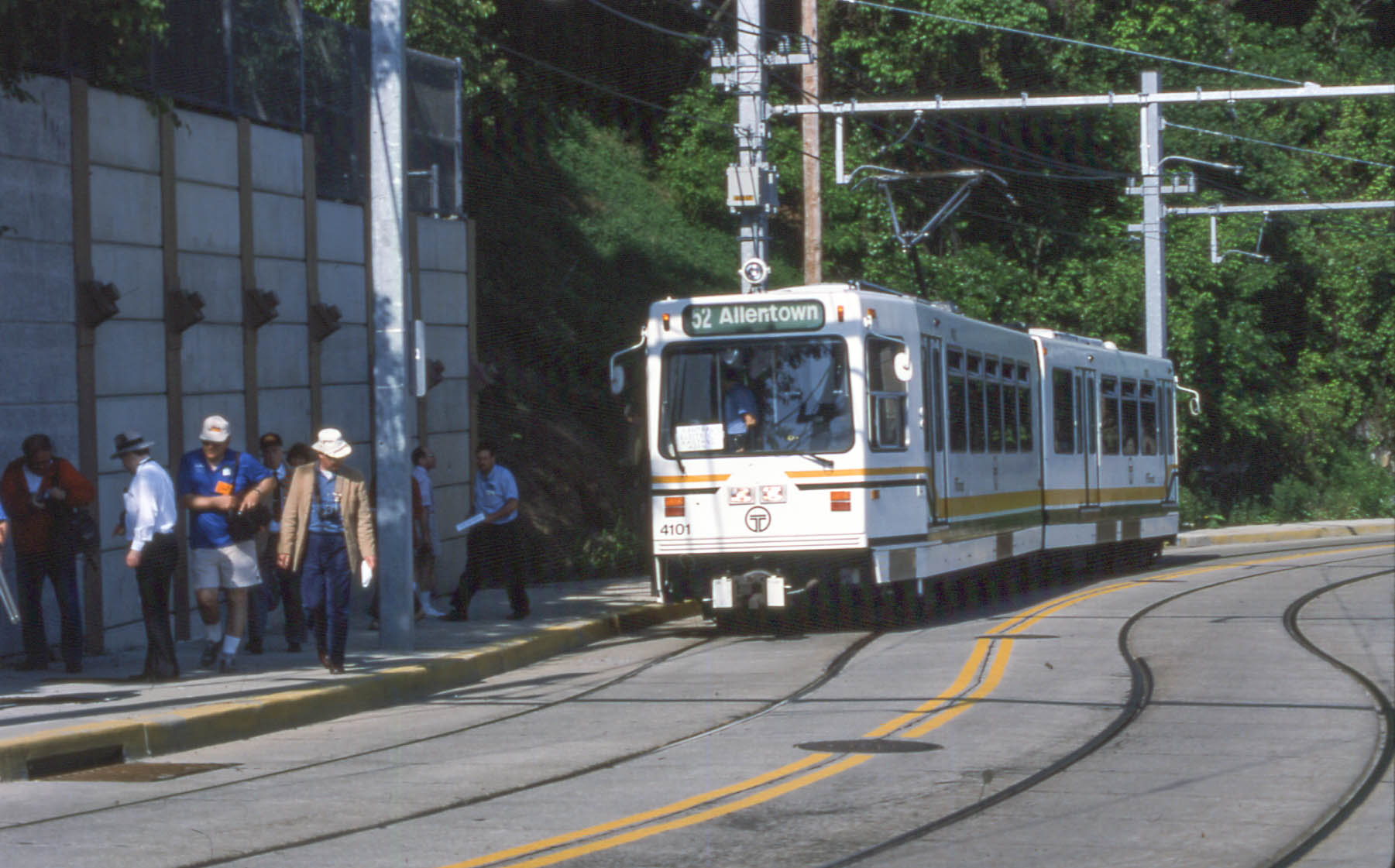
1990年代のライトレール（1994年撮影）

その後もピッツバーグでは従来の路面電車の併用軌道の専用軌道・トンネルへの転換や整備が継続して行われ、特にオーバーブルック支線（Overbrook branch）は施設の老朽化が要因となり、橋脚の架け替え、線路の移設といった大規模な更新工事が長期の運休を経て2004年まで進められた。また、1990年代以降ダウンタウン地区からアレゲニー川をトンネルで潜りノースショア地区まで向かう延伸計画（ノースショアー・コネクター、North Shore Connector）の検討が始まり、2004年から実施された工事を経て2012年3月23日から営業運転を開始した。一方、これらの整備に伴い従来の路面電車区間の廃止が行われた他、それらの路線で使用されていたPCCカーについても廃車が進められ、1999年に廃止された47D ドレイク線（47D Drake）での運用をもって引退している。

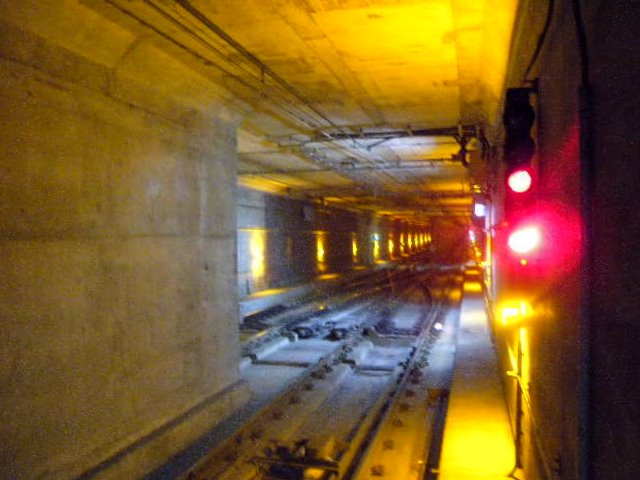
新規に建設されたトンネル区間（2011年撮影）
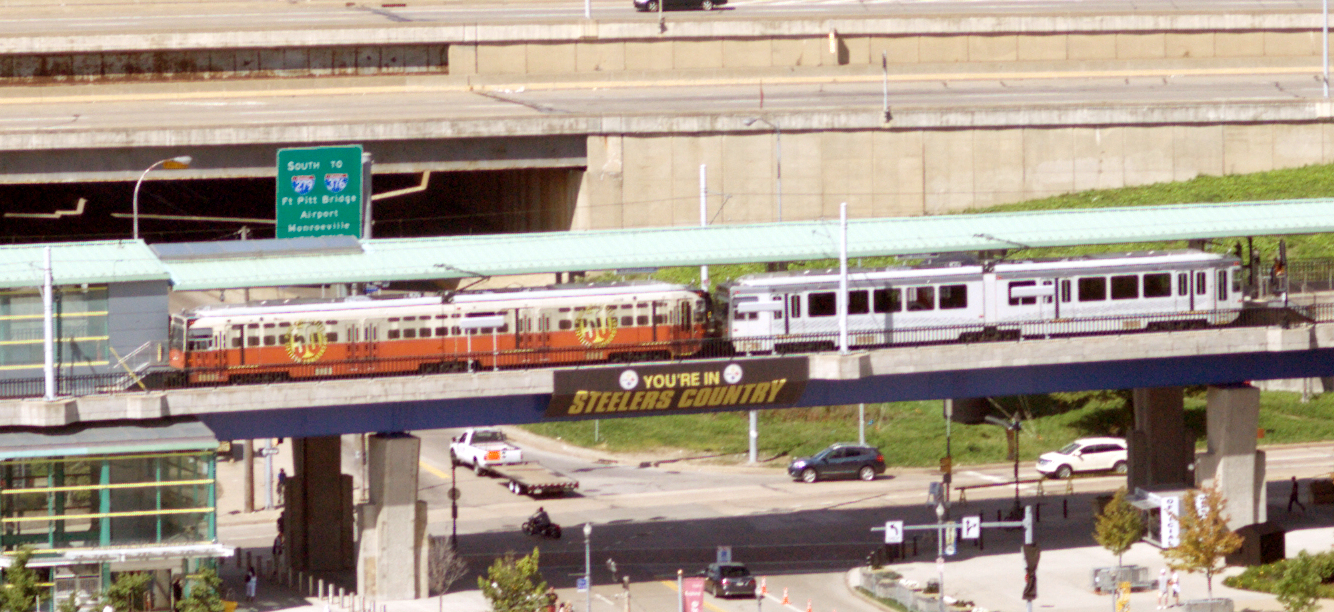
2012年に延伸開通したアレゲニー駅（Allegheny）（2014年撮影）
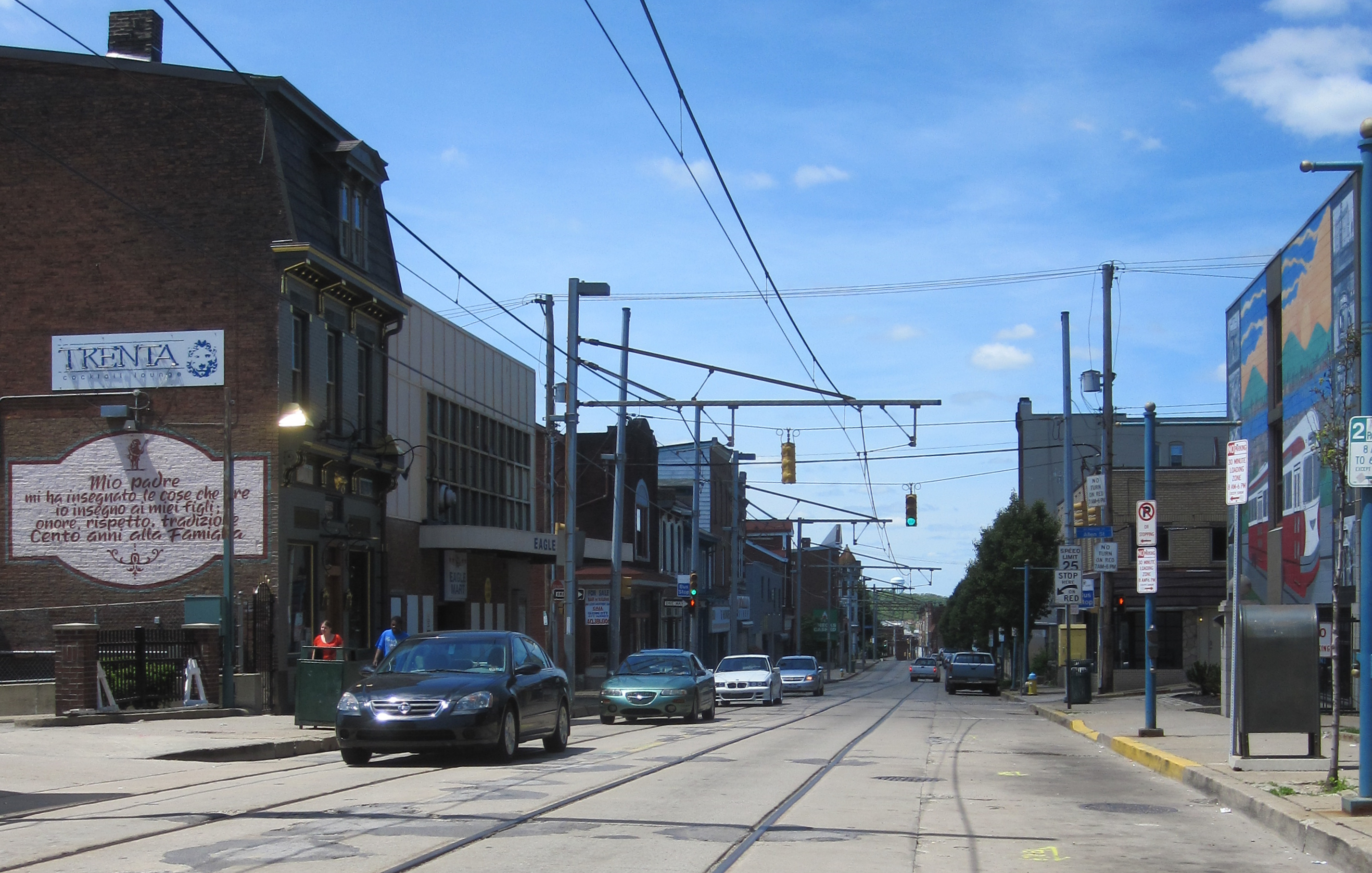
併用軌道を有していたブラウンライン（英語版）は2011年に廃止された（2010年撮影）
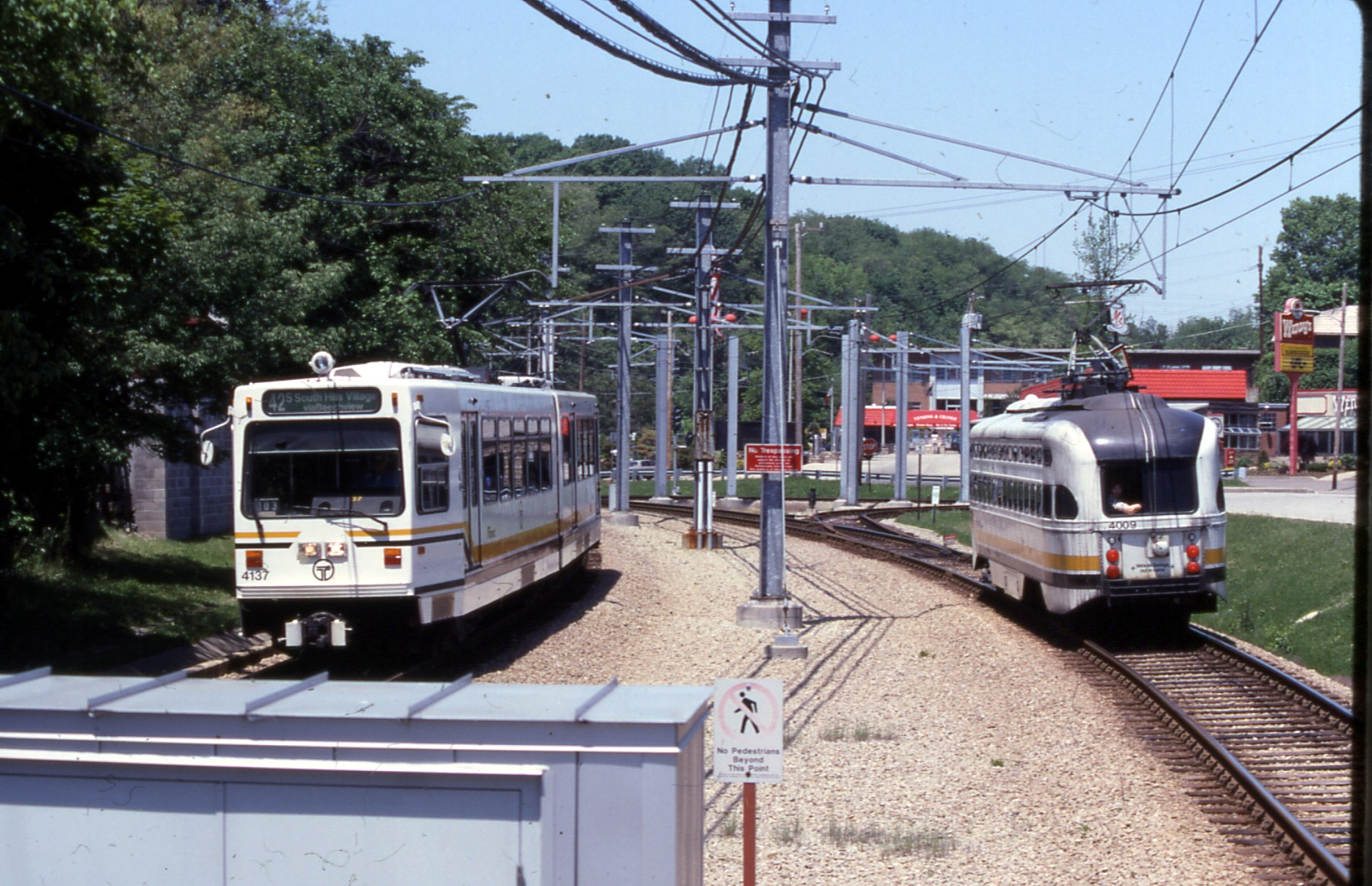
PCCカー（右）とすれ違うライトレール用車両（左）（1994年撮影）

## 路線
2023年現在、ピッツバーグ・ライトレールには以下の3つの系統が存在する。各系統にはプラットホームの位置が高い駅と低い駅（電停）が混在しており、車椅子での乗車が容易なバリアフリー化は高床式プラットホームの駅のみに限られている。また、地下区間を含めたダウンタウン地域（Allegheny - First Avenue）の区間は無料で乗降が可能である（Fare Free Zone）。

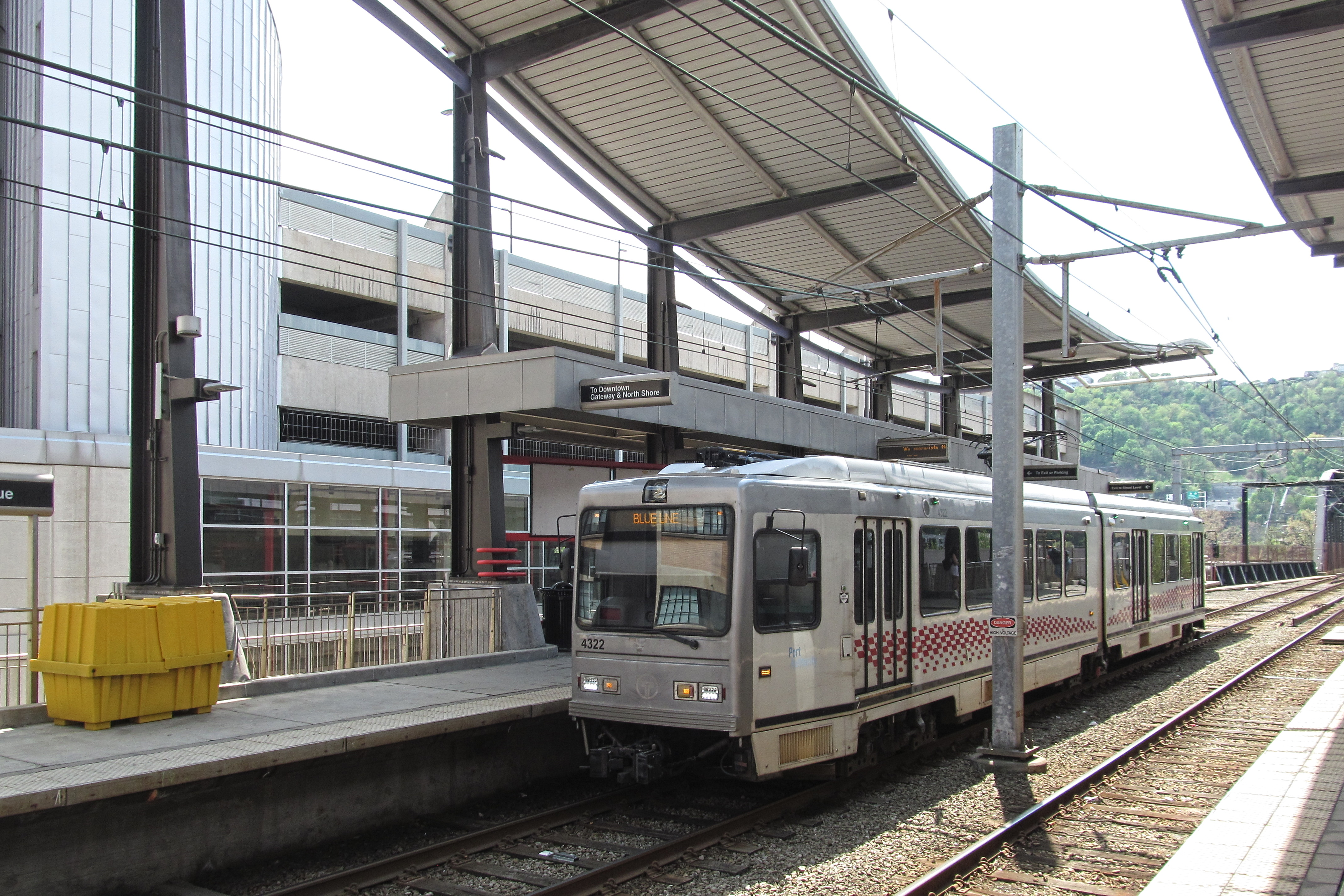
高床式ホーム（2023年撮影）
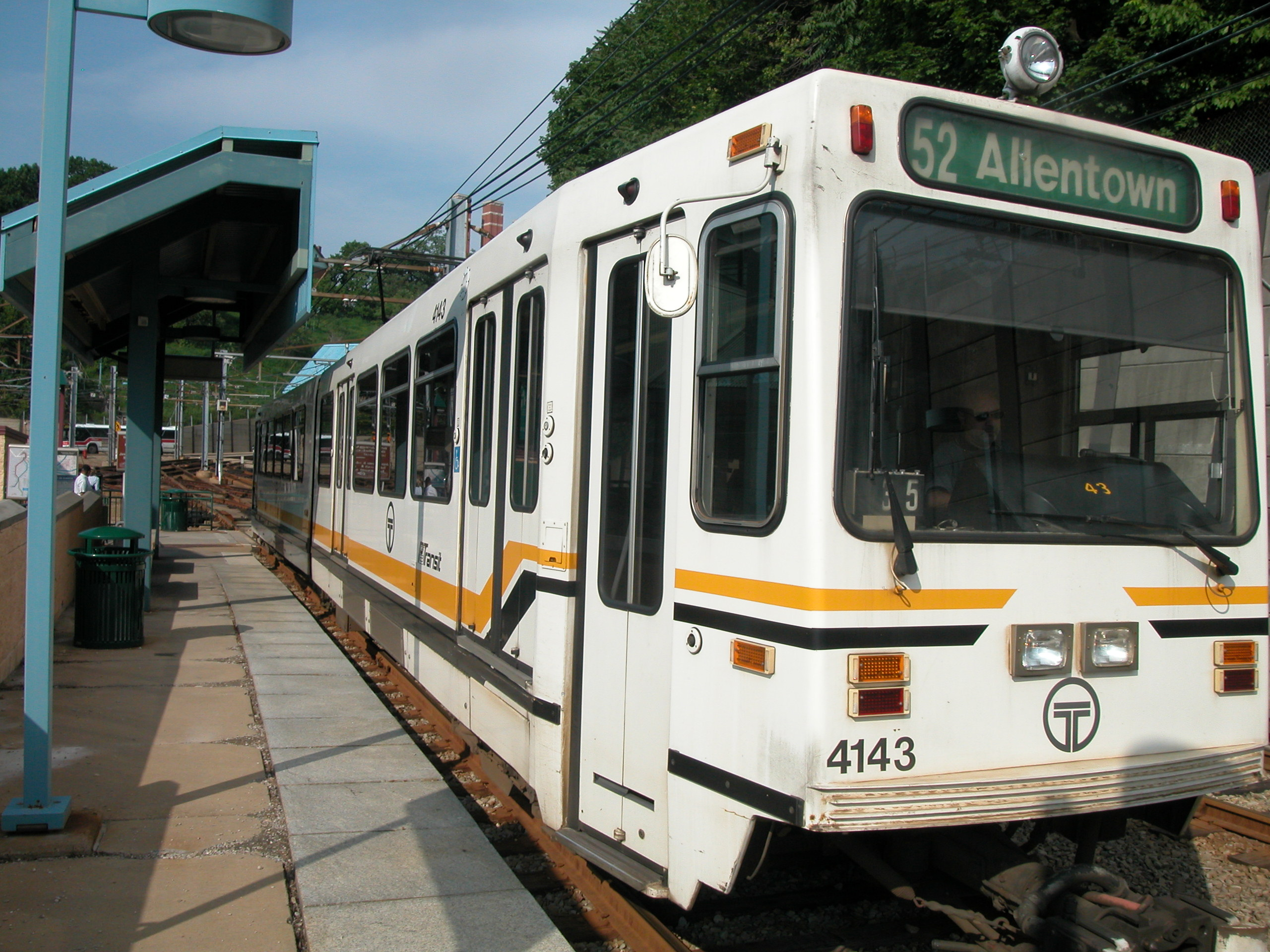
低床式ホーム（2005年撮影）
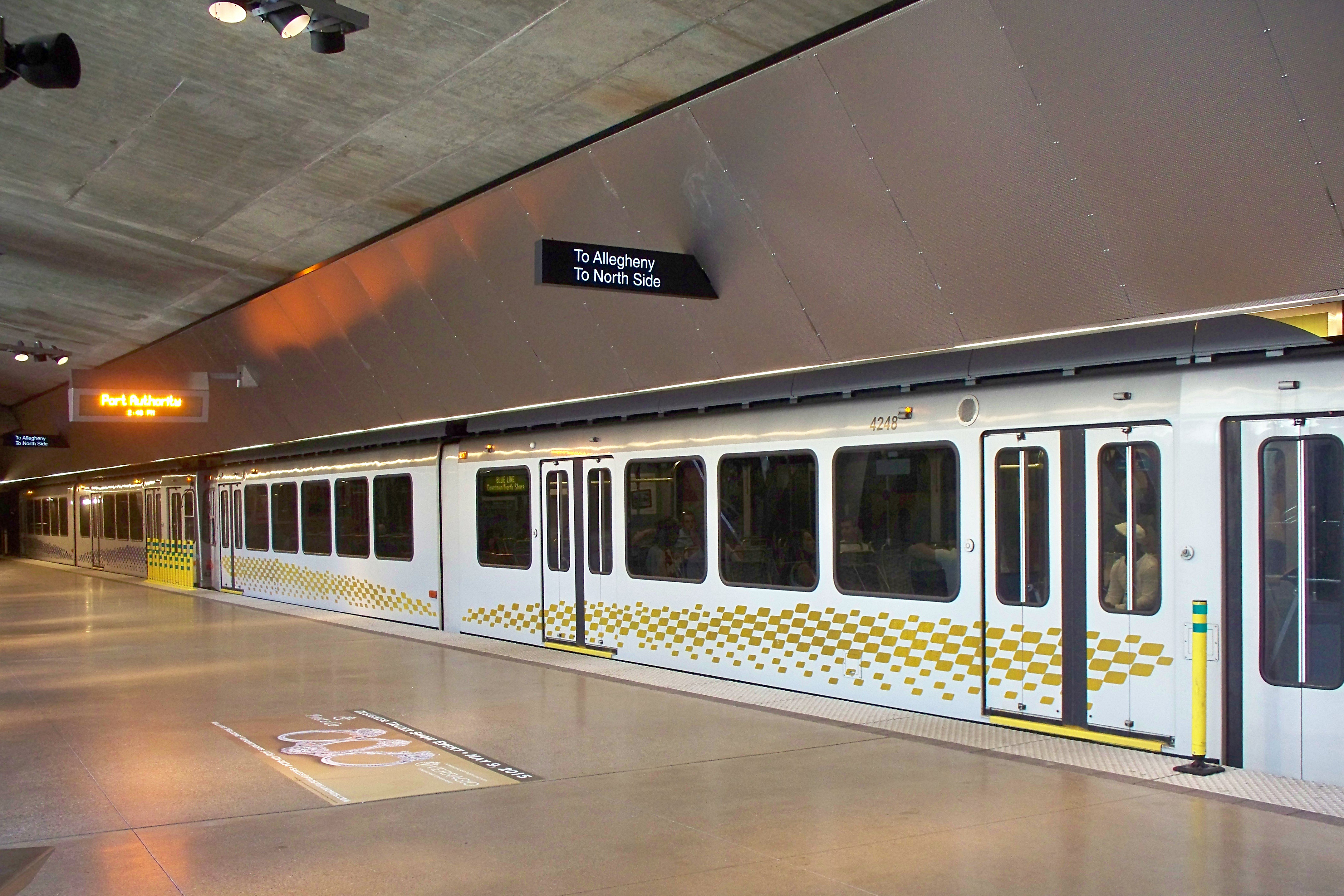
地下駅（2015年撮影）

| 系統名         | 経路 | 備考・参考 |
| -------------- | --- | ---------- |
| レッドライン   | Allegheny - First Avenue - South Hills Junction - Dormont Junction - Washington Junction - South Hills Village |            |
| ブルーライン   | Allegheny- First Avenue - South Hills Junction - South Bank - Washington Junction - South Hills Village        |            |
| シルバーライン | Allegheny- First Avenue - South Hills Junction - South Bank - Washington Junction - Lytle - Library            |            |

## 車両
2023年現在、ピッツバーグ・ライトレールでは以下の2種類の電車が使用されている。双方とも両運転台式の2車体連接車で、各車体の右側に低床ホームに対応した乗降扉が1箇所・高床式ホーム用乗降扉が2箇所、左側に高床式ホーム用乗降扉が1箇所設置されている。営業運転時には最大3両編成による運用が行われている。
- SD-400 - 路面電車のライトレール化に合わせ、1985年から1987年までに55両が導入されたシーメンス製の電車。2000年代にCAFによる更新工事が行われ、CAF製電車と同一の電気機器への交換や塗装変更が実施されている[1][3][5][12]。
- CAF製電車 - オーバーブルック支線の運行再開に合わせ、スペインの企業・CAFによって製造された電車。2003年から2004年にかけて28両が導入された[7][1][8][3]。

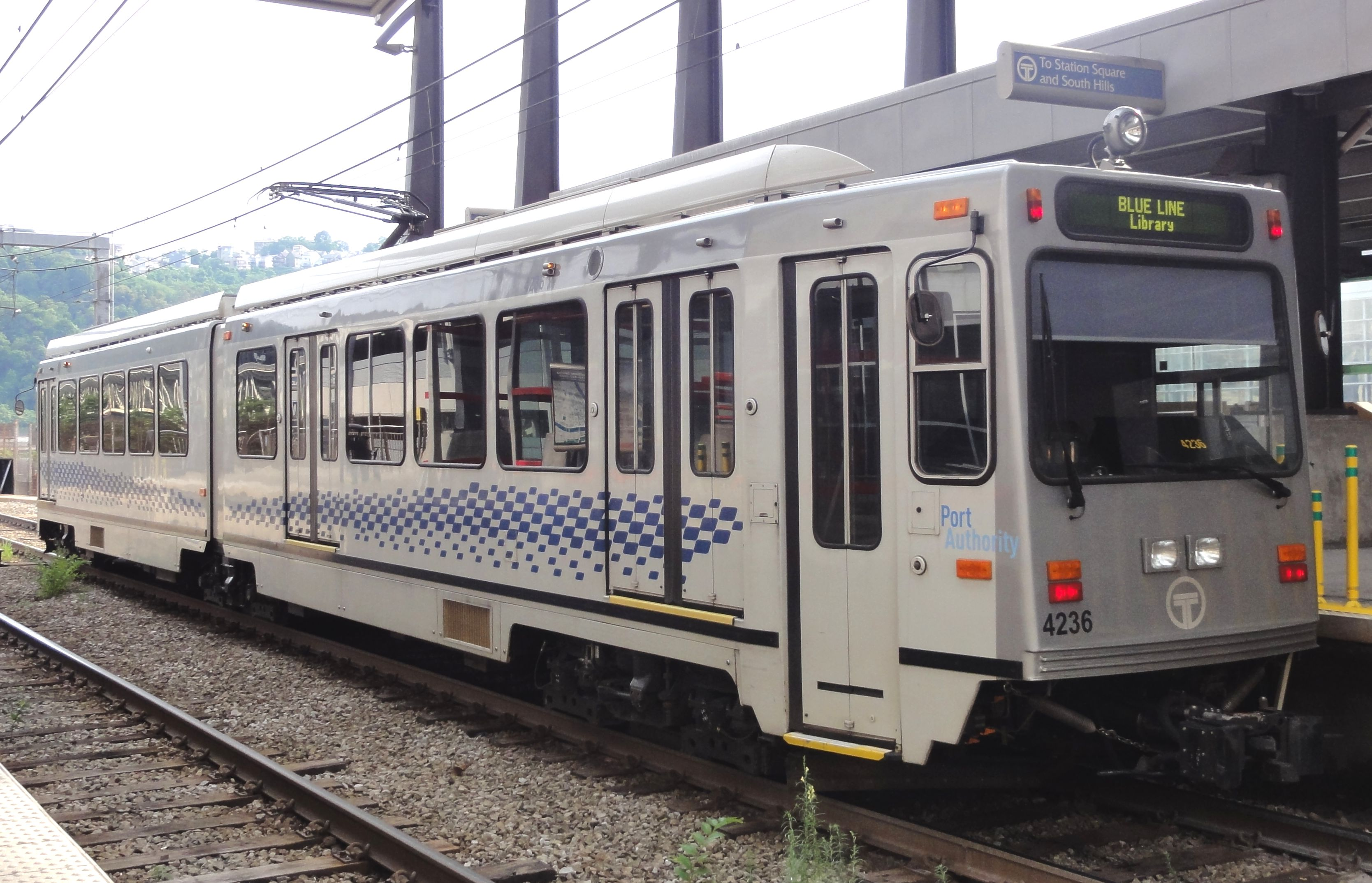
SD-400（2012年撮影）
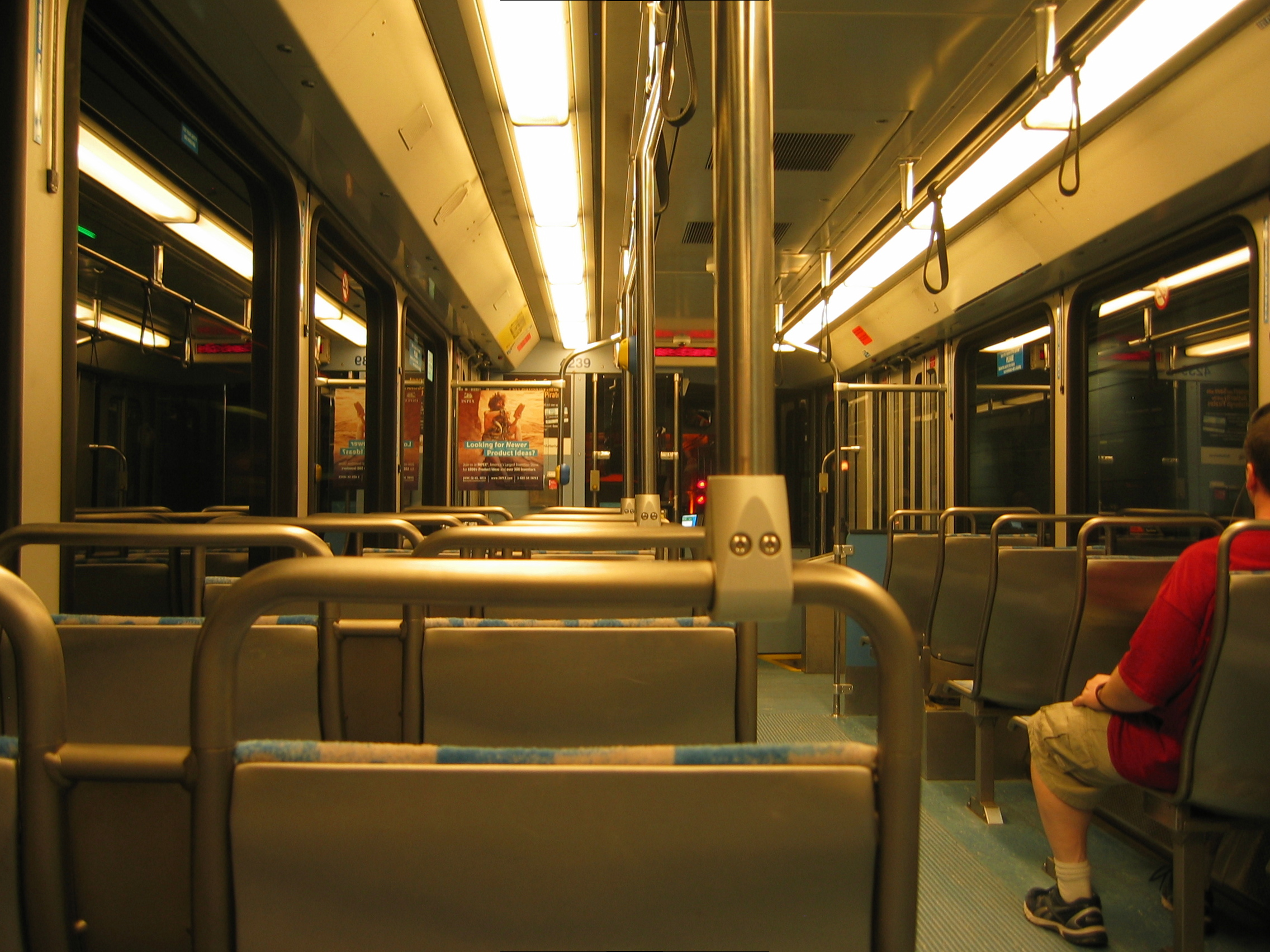
車内（SD-400）
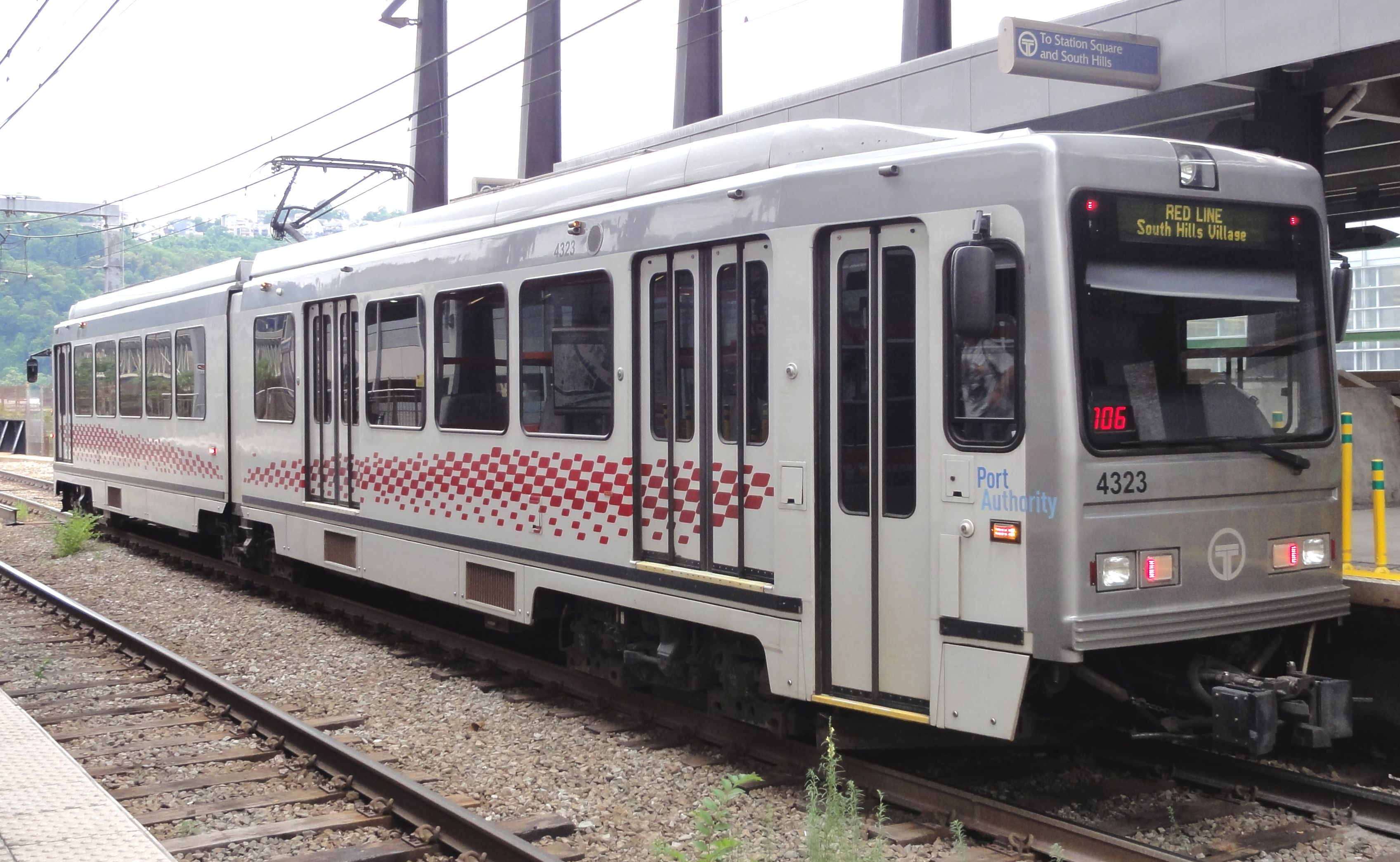
CAF製電車（2012年撮影）
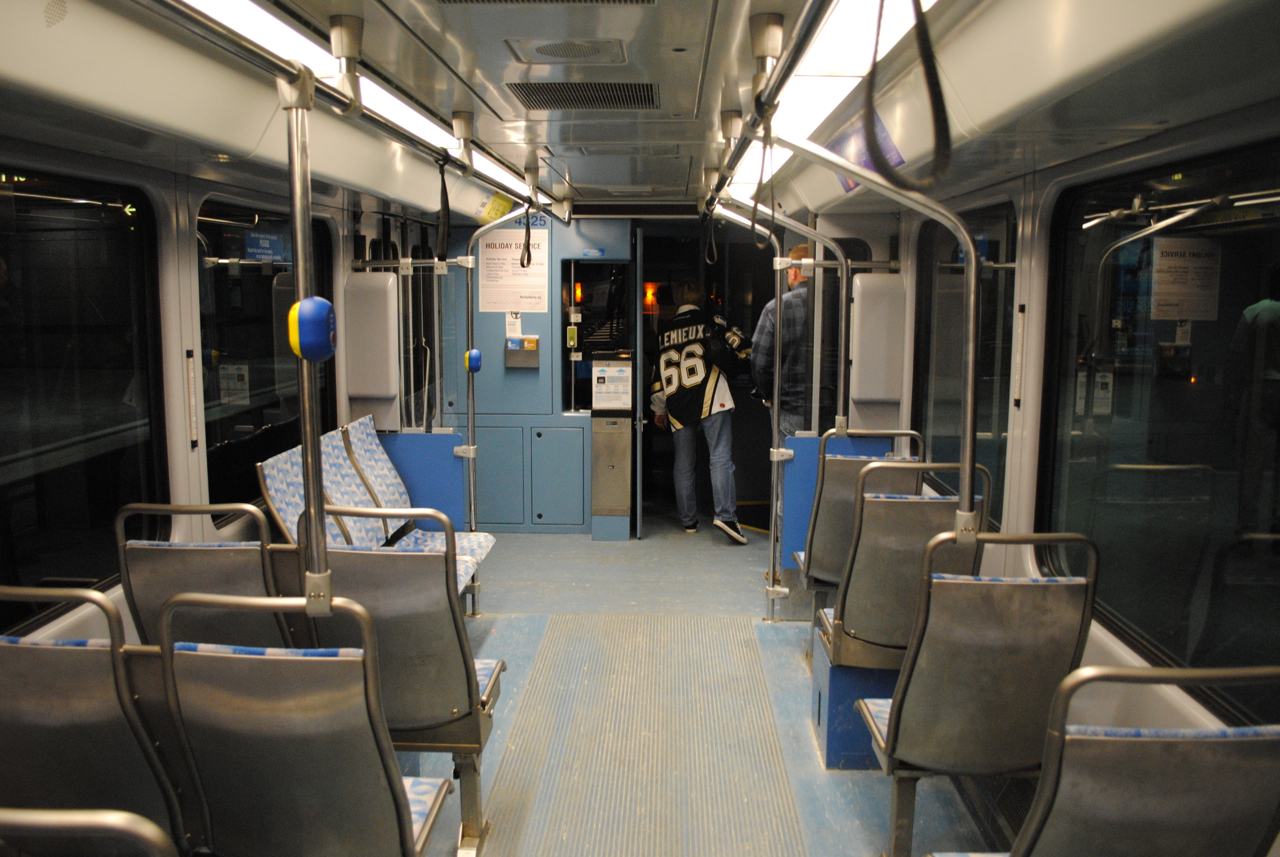
車内（CAF製電車）

| 主要諸元  | 主要諸元 | 主要諸元            | 主要諸元 | 主要諸元 | 主要諸元 | 主要諸元 | 主要諸元 | 主要諸元 | 主要諸元 | 主要諸元 | 主要諸元           |
| 車種      | 両数     | 編成                | 運転台   | 全長     | 全幅     | 重量     | 定員     | 定員     | 最高速度 | 軌間     | 備考・参考         |
| 車種      | 両数     | 編成                | 運転台   | 全長     | 全幅     | 重量     | 着席     | 合計     | 最高速度 | 軌間     | 備考・参考         |
| --------- | -------- | ------------------- | -------- | -------- | -------- | -------- | -------- | -------- | -------- | -------- | ------------------ |
| SD-400    | 55両     | 2車体連接車 (Mc-Mc) | 両運転台 | 25,810mm | 2,650mm  | 39.0t    | 61人     | 216人    | 80km/h   | 1,588mm  | [ 1 ] [ 13 ] [ 3 ] |
| CAF製電車 | 28両     | 2車体連接車 (Mc-Mc) | 両運転台 | 25,810mm | 2,674mm  | 44.9t    | 62人     | 202人    | 80km/h   | 1,588mm  | [ 1 ] [ 13 ] [ 3 ] |